# Хенрик Дембињски
Хенрик Дембински (пољ. Henryk Dembiński; Стрзалков, 16. јануар 1791 — Париз, 13. јул 1864) био је пољски инжењер, пустолов и генерал.

## Биографија
Дембински је рођен 16. јануара 1791. у Стралкову (Strzałków) поред Кракова. У армију је приступио 1809. године и узео је учешће у Наполеоновом походу на исток. Између осталих учествовао је у бици за Лајпциг 1813. године. После Наполеоновог пада враћа се у Пољску и постаје члан доњег дома пољског парламента Конгресне Пољске.
У новембарској буни 1830, постаје успешан вођа пољских снага. После успешних кампања у Литванији 1831, унапређен је у дивизијског генерала и за кратко време постаје врховни командант. Такође је узео учешћа у бици код Велике Денбе (Dębe Wielkie) и Остроленке (Ostrołęka), обе против царске Русије.
После пропасти револуције 1833. године, Дембински емигрира у Француску и у Паризу постаје утицајан политичар и присталица грофа Адама Јежија Чарторијског
У Мађарској револуцији 1848. године постаје главнокомандујући официр северне армије. После првобитних успеха Лајош Кошут га унапређује у врховног команданта. Подноси оставку после пораза код Каполне. А после битке код Темишвара и Кошутовог пада бежи у Турску, где са многим пољским официрима ступа у службу Махмуда II.
Негде око 1850. године се враћа у Париз, где и умире 13. јула 1864. године.